# Donation de Vérone
La Donation de Vérone attribua au diocèse de Mayence les régions d’Ingelheim et Bingen jusqu’à Heimbach, ainsi que les territoires de la basse vallée de la Nahe et la rive droite du Rhin. Les droits déjà existants pour Mayence ont été confirmés, de nouvelles possessions et de nouveaux droits entre Niederwalluf et Lorchhausen à Kaub ont été transférés à l'archevêché. Cette donation fixait les contours du futur Électorat de Mayence, que l’archevêque administrerait comme prince électeur.
L'archevêque de Mayence avait déjà acquis des droits dans le Rheingau à l'époque carolingienne. Avec la donation de Vérone en 983, un dominion fermé a été créé, comparable aux autres comtés de l'empire. La donation de Vérone est un cadeau de l'empereur Otton II à l'archevêché de Mayence sous l'archevêque Willigis à la Diète impériale de Vérone le 14 juin 983, au cours de laquelle une série de résolutions ont été adoptées pour renforcer les princes impériaux. Après la défaite de l'Empereur à la bataille du cap Colonne, sa position est fortement affaiblie.
Peu avant sa mort, survenue le 7 décembre 983, Otton II avait fait couronner roi des Romains son fils âgé de 3 ans sous le nom d’Otton III. Sa mère l’impératrice Théophano Skleraina devait assurer la régence jusqu’à sa majorité. À la mort de la régente survenue prématurément en 991, Willigis exerça de fait la régence, jusqu’à ce qu’en 994 Otton III soit reconnu majeur. Il reçut plusieurs gratifications, qui firent du diocèse de Mayence l’un des plus riches de tout l’Occident chrétien.